# ملعب كالينغا
ملعب كالينغا (بالأوريا: କଳିଙ୍ଗ ଷ୍ଟାଡ଼ିଅମ) و(بالإنجليزية: Kalinga Stadium)‏ هو مجمع رياضي دولي متعدد الأغراض يقع في بوبانسوار، أوديشا، الهند. وُضع حجر أساسه بواسطة رئيس وزراء أوديشا السابق بيجو باتنايك في عام 1978. يُعرف عموماً بأنه الملعب الرئيسي لنادي أوديشا لكرة القدم الذي ينافس في دوري السوبر الهندي منذ تأسيسه في عام 2019. وكان أيضًا الملعب الرئيسي لنادي الدوري الهندي للمحترفين إنديان أروز من عام 2018 حتى عام 2022.
يقع الملعب في قلب مدينة بوبانسوار بالقرب من منطقة نايابالي. يضم الملعب مرافق لرياضات متعددة مثل ألعاب القوى، كرة القدم، الهوكي الميداني، التنس، تنس الطاولة، كرة السلة، الكرة الطائرة، تسلق الجدران والسباحة. وتشمل الميزات الأخرى للملعب مضمارًا صناعيًا لألعاب القوى مكونًا من 8 حارات، ومراكز للأداء العالي، وأول عشب صناعي مائي بمعايير أولمبية في الهند باللونين الوردي والأزرق.

## تاريخ الملعب
اكتسبت حكومة أوديشا سمعة واسعة لتنفيذها الناجح لتحدي الـ90 يومًا لاستضافة بطولة آسيا لألعاب القوى 2017، وذلك عندما انسحب المضيف السابق رانشي من استضافة الحدث قبل 3 أشهر. وتم تسمية مدينة بوبانسوار "عاصمة الرياضة في الهند" لاستضافتها عدداً كبيراً وتنوعاً واسعاً من الفعاليات الرياضية ورعايتها للمواهب المستقبلية. وفقًا لمسح أجري في عام 2021، تم تصنيف بوبانسوار في المرتبة الثالثة بين أفضل 5 مدن في الهند من حيث النظام الرياضي وقدرتها على استضافة الأحداث الرياضية الكبرى.
تم اختيار الملعب كمكان لاستضافة كأس العالم للسيدات تحت 17 عامًا لعام 2020، والتي أُجِّلت لاحقًا إلى 2021، بيد أنه تم إلغاء الحدث بسبب جائحة كورونا، ثم نُقلت إلى نسخة 2022. كما اختير ملعب كالينغا في البداية كأحد المدن لاستضافة كأس آسيا للسيدات 2022، لكن تم استبعادها لاحقاً.